# Messiasia virgata
Messiasia virgata är en tvåvingeart som först beskrevs av Christian Rudolph Wilhelm Wiedemann 1830.  Messiasia virgata ingår i släktet Messiasia och familjen Mydidae. Inga underarter finns listade i Catalogue of Life.